# Heinrich Barkhausen
Heinrich Georg Barkhausen (Bremen, 2 de dezembro de 1881 — Dresden, 20 de fevereiro de 1956) foi um físico alemão.
Nascido em uma família aristocrática em Bremen, mostrou interesse em ciências naturais a partir de uma idade precoce. Formado em física, obteve seu doutorado pela Universidade de Göttingen em 1907. Em 1919, o então professor Barkhausen começou a trabalhar com materiais ferromagnéticos que contêm regiões de átomos orientados. Induzindo alterações nesta orientação magnética, descobriu que ocorriam mudanças em todo o domínio, e não apenas em átomos individuais. Posteriormente, este fenômeno foi denominado "efeito Barkhausen".